# La colazione dei campioni (film)
La colazione dei campioni (Breakfast of Champions) è un film del 1999 diretto da Alan Rudolph e tratto dall'omonimo romanzo di Kurt Vonnegut.

## Trama
Dwayne Hoover è il proprietario di una rivendita di auto usate a Midland City, ipotetica città americana. Nonostante il successo e la ricchezza soffre di un esaurimento nervoso che lo sta spingendo al suicidio. Assieme a lui nell'autosalone lavorano Harry Le Sabre, venditore con la passione nascosta per il travestitismo, e Francine Pefko, segretaria e amante di Dwayne. Dwayne è sposato con Celia, e ha un figlio gay, Bunny, che fa il pianista in un motel.
La sua vita ha una svolta quando incontra Kilgore Trout, uno scrittore di fantascienza invitato a Midland City per partecipare al primo Festival delle Arti della città. I due si incontrano in un bar, e dopo il loro dialogo sui misteri della vita, Dwayne inizia a comportarsi come un matto. Dopo esser stato arrestato per aver aggredito il barista, Dwayne rinsavisce e si ricongiunge con la moglie (che lo aveva lasciato) e il figlio. Trout invece entrerà in una dimensione parallela passando attraverso uno specchio nell'autosalone.

## Produzione
Buona parte del film è stata girata nella città di Twin Falls, Idaho.
I titoli di testa contengono dei disegni fatti da Kurt Vonnegut.